# آدم سول
آدم سول هو شاعر كندي، ولد في 25 ديسمبر 1969.